# Ставко Надія Григорівна
Надія Григо́рівна Ставко́ (* 1958) — українська радянська плавчиня, американська тренерка. Учасниця Олімпійських ігор-1976.

## З життєпису
Народилась 1958 року в місті Дніпропетровськ. У 1974—1975 роках виграла чотири національні титули в плаванні на спині.
Брала участь у літніх Олімпійських іграх 1976 року на дистанціях 100 м і 200 м — плавання на спині та комбінована естафета 4 × 100 м. Зайняла шосте, четверте та четверте місця відповідно. Після Олімпіади виграла Кубок Європи у Лондоні.
1978 року закінчила активну спортивну кар'єру, пізніше виступала в категорії «Мастерс», вигравши національний титул у 1989 році. Одружилася, народила сина Олександра.
За чоловіком поїхала до Москви. У 1991 році разом із чоловіком переїхала до Нью-Джерсі (США), де працює тренеркою з плавання. Директорка басейну у Нью-Джерсі.